# Chrysopsis mariana
Chrysopsis mariana là một loài thực vật có hoa trong họ Cúc. Loài này được (L.) Elliott mô tả khoa học đầu tiên.